# Erebus Basin
Koordinaten: 77° 15′ S, 165° 50′ O
Das Erebus Basin ist ein Seebecken im antarktischen Rossmeer nordwestlich der Ross-Insel.
Benannt ist es in Anlehnung an die weiteren geographischen Objekte in der Umgebung, die nach dem Schiff Erebus der Antarktisexpedition (1839–1843) des britischen Polarforschers James Clark Ross benannt sind. Darunter fallen Mount Erebus, die Erebus Bay und die Erebus-Gletscherzunge.